# 三沢市立上久保小学校
三沢市立上久保小学校（みさわしりつ かみくぼしょうがっこう）は、青森県三沢市大町1丁目にある公立小学校。

## 沿革
- | [icon] | この節の加筆が望まれています。 |
- 1927年（昭和2年）
  - 4月1日 - 岡三沢尋常小学校古間木分教場として開校。
  - 9月10日 - 開校式挙行。同日、岡三沢尋常小学校上久保分教場と改称。
- 1934年（昭和9年）4月1日 - 小学校に昇格し、上久保小学校と改称。
- 1941年（昭和16年）4月1日 - 国民学校令により、上久保国民学校と改称。
- 1947年（昭和22年）4月1日 - 学制改革により、三沢村立上久保小学校と改称。
- 1948年（昭和23年）2月11日 - 三沢村の町制施行（町制施行後は大三沢町と改称）により、大三沢町立上久保小学校と改称。
- 1953年（昭和28年）
  - 5月29日 - 校歌制定。
  - 日付不明 - 大町1丁目3番地に、校舎新増築に取りかかる。
- 1958年（昭和33年）9月1日 - 大三沢町の市制施行（市制施行後は三沢市に改称）により、三沢市立上久保小学校と改称。
- 1968年（昭和43年）1月27日 - 防音校舎落成式挙行。
- 1983年（昭和58年） - 新校舎完成[1]。
- 1986年（昭和61年） - 新屋内運動場完成[1]。
- 1993年（平成5年）4月14日 - 市立三沢病院内に、病弱虚弱児童の為の『望（のぞみ）学級』開級[2]。
- 2005年（平成17年）4月7日 - この日から、警備員を配置[3]。
- 2007年（平成19年）11月23日 - 創立80周年記念式典挙行[4]。

## 通学区域
出典
- 大町（1丁目～3丁目）
- 本町4丁目
- 栄町（1丁目～3丁目）
- 松園町（2丁目・3丁目）
- 新町（1丁目～4丁目）
- 千代田町（1丁目～5丁目）
- 上久保（1丁目～4丁目）
- 花園町（1丁目～5丁目）
- 中央町（3丁目・4丁目）
- 大字三沢字猫又（1番・75番・122番）
- 大字三沢字平畑（64番地の基地を除く）

## アクセス
- - 三沢市コミュニティバス「みーばす」43系統「ビートル西線」、60・63の各系統「大津前平線」及び十和田観光電鉄バス「十和田 - 三沢線（電車代替バス）」で、「大町二丁目」バス停下車後、約250m・約4分。
  - 三沢市コミュニティバス「みーばす」20・30の各系統「北浜線」、43系統「ビートル西線」、60・63の各系統「大津前平線」、74・75の各系統「ビートル東線」及び十和田観光電鉄バス「十和田 - 三沢線（電車代替バス）」で「中央四丁目」バス停から、徒歩約235m・約4分。

## 周辺
- 特別支援教育センター - 同一敷地内
- 青森県道10号三沢十和田線
- 社会福祉法人若竹会三沢愛子(あいし)こども園 - 進級前こども園のひとつ。
- 滝の沢公園
  - 滝の沢プール(現在は廃業)

## 主な進学先
- 三沢市立第一中学校 - 上久保（1丁目～4丁目）・花園町（1丁目～5丁目）・中央町（3丁目～4丁目） 松園町（2丁目・3丁目(1番～3番) ）・三沢字猫又、三沢字平畑（64番除く）から通う児童の主な進学先
- 三沢市立第五中学校 - 上記第一中学校の区域を除く区域から通う児童の主な進学先

## 参考資料
- 『青森県教育史 別巻』（青森県教育委員会・1973年12月20日発行）「学校沿革 小学校」742頁「上久保小学校」（1968年の記載分まで）